# 歐陽保極
歐陽保極（？—？），字用甫，湖北省武昌府江夏縣（今武漢市武昌）人，清朝政治人物。

## 經歷
- 咸豐十年（1860年）庚申恩科探花。授翰林院編修。
- 十一年（1861年）：翰林院編修，充順天鄉試同考官。
- 同治三年（1864年）：翰林院編修，外差提督河南學政。六年（1867年）離任。升翰林院侍講學士。
- 光绪元年十二月二十一日由翰林院侍讲调任廣西學政。[1]。五年（1879年）離任。